# Dooley Wilson
Arthur Dooley Wilson (Tyler, Texas, 3 de abril de 1886 - Los Ángeles, 30 de mayo de 1953) fue un actor y cantante estadounidense. Su papel más famoso es sin duda la interpretación del pianista Sam en Casablanca.

## Biografía
El año de nacimiento exacto de Dooley Wilson es desconocido, si bien se supone que debió ser entre 1884 y 1887. Trabajó en el teatro en Chicago y Nueva York durante la mayor parte del periodo comprendido entre 1908 y 1930, aunque en la década de los años 1920 tocó como batería en una banda que recorrió Europa. Entre los años 1930 y los años 1950 trabajó en películas y también en obras teatrales musicales de Broadway, además de interpretar el papel de Bill Jackson en la comedia de situación para televisión Beulah, en su última temporada (1952 - 1953).
Recibió el alias de «Dooley» mientras trabajaba en el teatro de variedades Pekín de Chicago, alrededor de 1908, debido a que interpretaba la canción irlandesa «Mr. Dooley», para cuya interpretación se maquillaba la cara de blanco. 
Su debut en los teatros de Broadway lo hizo en el papel de Little Joe, el estereotipo de un negro granuja y vago, en el musical Cabin in the Sky (Una cabaña en el cielo) en la temporada 1940–1941. Este papel le permitió firmar con la productora de Hollywood Paramount, la cual cedió sus derechos a la Warner Bros. para que pudiera interpretar el papel de Sam en Casablanca.
Interpretó a Pompeyo (Pompey), un esclavo fugado en el musical Bloomer Girl (Chica floreciente) en las temporadas 1946–1948. Su interpretación de la canción «The Eagle and Me» (El águila y yo) en este espectáculo fue seleccionada por Dwight Blocker Bowers para ser incluida en una colección de grabaciones de la Smithsonian titulada American Musical Theatre.

## Casablanca
Wilson apareció en alrededor de veinte películas, pero si ganó la inmortalidad fue por su personaje de Sam en la película Casablanca. Por este papel ganó 350 dólares semanales durante las siete semanas en las que participó en el rodaje. Por contraste, sabemos que Sydney Greenstreet ganó 3750 dólares a la semana.
En esta película, Sam es un pianista y cantante que trabaja en Rick's Café, local al que da nombre su propietario y gerente, interpretado por Humphrey Bogart. La canción de Herman Hupfeld «As Time Goes By» (cuya versión en castellano se tituló El tiempo pasará) aparece como un tema o motivo recurrente a lo largo de la película, con una carga no solo musical, sino también y sobre todo emocional: Rick e Ilsa (personaje interpretado por Ingrid Bergman) se refieren a ella como «su canción» («their song») y la asocian con el momento en que vivieron un apasionado romance en París, en los días previos a la ocupación alemana durante la II Guerra Mundial. Por esta circunstancia, ambos han de huir de la ciudad. Sin embargo, ella no acude entonces a la estación y, casada con otro, reaparece en el Ricks Café de Casablanca. Rick ha prohibido expresamente que esa canción suene en su club; pero Ilsa, al entrar en el café, le pide al pianista Sam —al que conoce de París— que la toque una vez («Play it once, Sam!»). Este se resiste fingiendo que no la recuerda, pero ella la tararea y el pianista accede a interpretarla (la frase «Play it again, Sam»/«Tócala de nuevo, Sam», que comúnmente se cree que es una cita de la película —debido al título epónimo de la película de Woody Allen—, nunca es utilizada en el film). Esa es la escena recordada por la genial interpretación de Dooley Wilson que ha pasado a los anales del cine. El momento dramático culmina con la entrada de Rick/Bogart que reprende al pianista y reencuentra a su antiguo amor. De acuerdo con Aljean Harmetz, el espectáculo de variedades le dio a Dooley el registro adecuado para lograr la efectividad emocional de la interpretación, y el periódico Hollywood Reporter dijo que había creado «algo alegre» («something joyous»). En una escena posterior, Rick se sienta junto a su amigo, el pianista (Sam/Dooley Wilson), y —bajo los efectos del alcohol— le pide que vuelva a interpretar la canción. «La tocaste para ella —le dice—; puedes tocarla para mí… Si ella pudo aguantarlo, ¡yo puedo! ¡Tócala!» («You played it for her, you can play it for me... If she can stand it, I can! Play it!»). En la película, Wilson, en el papel de Sam, interpreta muchas otras canciones para la audiencia del Café de Rick: «It Had To Be You», «Shine», «Knock On Wood» y «Parlez-moi d'amour».

### Anecdotario
Dooley Wilson era cantante y batería, pero no pianista: no sabía tocar el piano; fue Elliot Carpenter el encargado de tocar el piano en realidad. El director colocó el piano de Carpenter de forma que Wilson pudiera verlo mientras cantaba y actuaba y así imitar sus movimientos de manos. Además, la canción no fue interpretada en directo durante el rodaje, lo que podemos escuchar al ver la película es una grabación; mientras un tocadiscos interpretaba la canción, Dooley Wilson movía las manos sin tocar las teclas y hacía play back.
Por otro lado, la canción que lanzó a la fama a Dooley estuvo a punto de no aparecer en el montaje final por una cuestión económica. Los derechos de la canción, que había sido un éxito en los años 1930, les parecieron a los productores de la película demasiado caros, por lo que se plantearon sustituirla; sin embargo, llegaron demasiado tarde, la película había terminado de rodarse y sustituir la canción hubiera supuesto rodar de nuevo las escenas en las que aparecía, cosa a la que estaban dispuestos, pero que no fue posible porque Ingrid Bergman se había cortado el pelo para su siguiente película (¿Por quién doblan las campanas?).

## Filmografía
- On Our Selection (1920)
- Keep Punching (1939)
- My Favorite Blonde (1942), titulada en España Mi rubia favorita y protagonizada por Bob Hope.
- Take a Letter, Darling (1942)
- Night in New Orleans (1942)
- Cairo (1942)
- Casablanca (1942)
- Two Tickets to London (1943)
- Stormy Weather (1943)
- Higher and Higher (1943)
- Seven Days Ashore (1944)
- Triple Threat (1948)
- Racing Luck (1948)
- Knock on Any Door (1949)
- Come to the Stable (1949)
- Tell It to the Judge (1949)
- Free for All (1949)
- No Man of Her Own (1950)
- Father Is a Bachelor (1950)
- Passage West (1951)
- The Beulah Show (1950) Serie de televisión.